# 淋巴系統

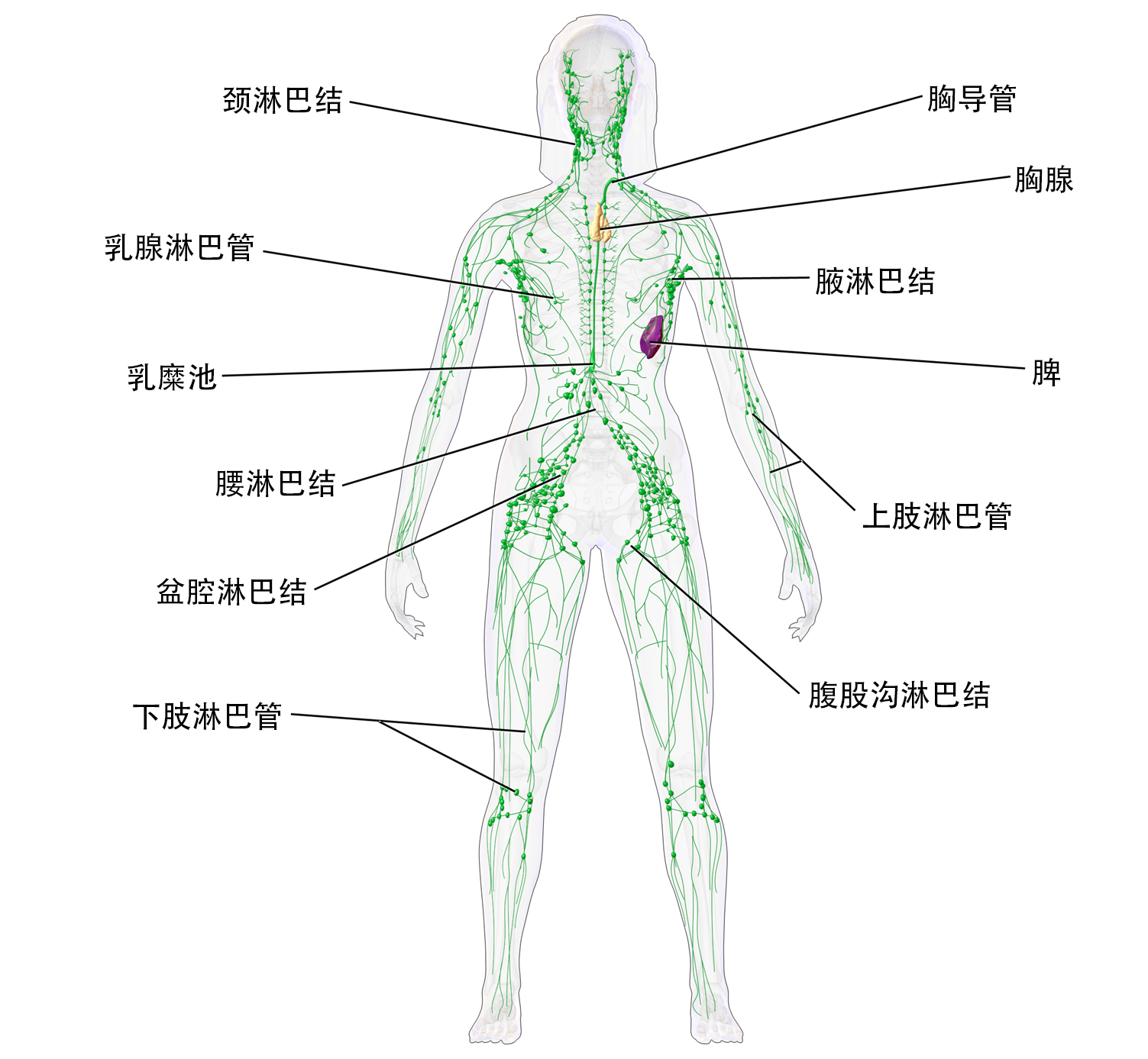
人体淋巴系统

淋巴分為右上半身與頭部右側的一組，還有左邊則是負責其他所有部位

淋巴系統（英語：lymphatic system）是免疫系統的一部份，与循环系统联系紧密，由淋巴、淋巴管、淋巴結、淋巴組織、淋巴器官等所組成，包括扁桃體、脾臟、胸腺、骨髓以及聚集的淋巴結（例如：派尔斑，Peyer's patch）。不單是回收周邊組織多餘的體液，調控體內環境的平衡，也將組織液送至淋巴組織或器官過濾，依據接觸的外來抗原製造對應的抗體，或直接攻擊外來抗原，所以也是體內的免疫應答反應處，以確保健康。

## 淋巴系統的組成
- 淋巴又稱淋巴液
- 淋巴管
- 淋巴結
- 淋巴組織

以網狀細胞（reticular cell）及網狀纖維（reticular fiber）為支架，内含淋巴細胞、巨噬細胞和肥大細胞的組織。
- 淋巴器官

淋巴器官與淋巴組織的分野並不總是明確，此術語涵蓋某些特化組織。
1. 初級淋巴器官（primary lymphoid organ）
包括胸腺、骨髓，和人類胎兒時期的肝臟與脾臟、鳥類的法氏囊；為淋巴球發生、分化、發育、成熟的地方。
2. 次級淋巴器官（secondary lymphoid organ)
包括淋巴結、脾臟、扁桃腺、黏膜相關淋巴組織，和皮下免疫組織等；為成熟淋巴球經血循聚集定居的地方，也是啟動免疫應答的場所，在此可接觸抗原而被活化。

## 淋巴循環
身體的組織和微血管之間，靠著靜水壓以及滲透壓的關係，微血管中的血液和組織中的組織液會取得平衡，也就是血液中一部分的血漿會在組織中成為組織液。組織液進入淋巴管之後就是淋巴，是清澈水狀類似血漿的物質。小的淋巴管密佈在大部分組織的細胞之間，逐漸匯集，並且經過一些淋巴結。身體的所有淋巴液，最後分別匯集到胸管以及右淋巴管。右上半身的淋巴流向右淋巴管，其餘流向胸管。
- 組織間隙中的蛋白質和大分子物質無法進入微血管，這些物質需經由淋巴管來攜帶回到血液中

淋巴經由微淋巴管流至淋巴管再流向淋巴結。在肺基部、小腸周圍組織及肝臟的淋巴會流經至少一個淋巴結以進行過濾作用。相近的淋巴管會匯集成淋巴幹（lymph trunk）。
- 主要的淋巴幹位於頸部、鎖骨下方、支氣管、縱隔部、腰部與腸部等處。所有的淋巴管最後會流向胸腔：

身體右上半部的淋巴液回流至右淋巴管，右淋巴管再注入右鎖骨下靜脈。身體其餘部分淋巴液則回流至胸管。胸管為體內最大的淋巴管，起始於乳糜池（cisterna chyli），最後注入左鎖骨下靜脈，使淋巴液回流至血液中。左、右鎖骨下靜脈再注入上腔靜脈而後回流到心臟。

## 淋巴系統的功能
哺乳類動物淋巴系統的主要功能包括：
1. 引流組織液，淋巴液，和靜脈溝通：血液中的血漿從血管壁較薄的微血管流出，形成組織液，淋巴系統可將部分組織間液中過多的水分與蛋白質送入淋巴管以形成淋巴液，再導流送回血液中。維持液體的平衡和血液中蛋白質的濃度。
2. 吸收脂肪：在腸道黏膜的小淋巴管負責吸收消化後的脂肪和脂溶性物質（如一些維生素），成為所謂的乳糜，這些營養經由淋巴系統進入血液。
3. 參與免疫應答，辨識入侵的微生物，防禦微生物的感染，提供保護的防線：防衛機制淋巴系統負責後天免疫（adaptive immunity），病原體會溶入在血管外的組織液，所以除了組織液原本有的物質（水和蛋白質）外，組織液還含有病原體。組織液進入淋巴管後會循環至淋巴結，淋巴結內含有的淋巴球會過濾消滅淋巴的病原體，最後流回靜脈。
4. 活化淋巴球以分泌抗體或吞噬抗原。
5. 記憶攻擊過的微生物，使下次抗原入侵時能快速且大量地產生相對應的免疫應答反應。

## 淋巴液
淋巴又稱淋巴液，約佔體重的1-3%，為澄清無色的液體，大多間接來自微血管中的血液。成分與血漿相似，內含有白血球、淋巴球與少數顆粒性白血球但不含紅血球及血小板。淋巴液可凝固，但比血液更慢其中亦含有酶（酵素）與抗體，但其蛋白質含量皆較血漿低。血液成分的一部分從微血管滲入周遭的組織，即細胞與細胞間的空隙，而形成組織液;組織液中多餘的液體則會滲入微淋巴管的管壁，再形成淋巴液。淋巴液經由淋巴管匯集起來，最後回收至血液裡。

## 淋巴管
淋巴管為盲管，含有瓣膜（為了防止淋巴回流），為輸送淋巴的管道，因為不像血管有來自心臟的壓力，所以流速較慢（其動力來源除了如靜脈一般，靠瓣膜與骨骼肌，尚來自胸腔所形成之負壓）。淋巴管負責將周邊組織液回收並送至淋巴器官中進行過濾。淋巴器官及位於全身各處的淋巴組織則依據所接觸的外來抗原再製造相對應抗體，或直接攻擊外來物，而達成免疫反應之功能。
淋巴管起源於微淋巴管的盲端，微淋巴管的管壁為單層鱗狀上皮，其管壁內皮細胞重疊成皮狀小瓣膜，只允許液體流入而難以流出。微淋巴管通透性較微血管佳，且管徑較微血管稍大，並分佈於全身。微淋巴管有一端為盲端，盲端藉由固定絲連接附著在周圍的細胞上，另一端則匯集成較大的淋巴管。淋巴管之構造與靜脈相似，但管壁較薄；具有辦膜，且瓣膜較靜脈更多，可以幫助淋巴朝心臟方向回流。
所有的淋巴管最後會流向胸腔，最後匯集成兩條主要的大淋巴管，再注入靜脈而重新進入血液循環中。
- 右淋巴管：身體右上半部的淋巴液回流至右淋巴管，右淋巴管再注入右鎖骨下靜脈；
- 胸管：身體其餘部分淋巴液則回流至胸管。

#### 淋巴管的種類
1. 淺層淋巴管：來自皮膚之皮下組織或內部器官的表面，通常與靜脈伴行。
2. 深層淋巴管：負責移送深層組織和內部器官的組織間液。較深層的內臟淋巴管通常與動脈伴行。淋巴管的形態種類較微血管多，其功能較複雜。例：小腸壁的淋巴管稱之為乳糜管，能引流組織間液並排出，能吸收經腸道消化後的乳糜。

## 淋巴結
人體的淋巴結呈卵圓形或腎形，直徑約2-10 mm大小不一，分佈全身各處的淋巴通道上。
大淋巴結主要密佈在頸部、腋下、腹股溝與腸繫膜等處。內臟的淋巴結多沿血管排列或位於器官門脈附近。
全身淋巴結數量十分可觀，約有500-600個，嚴密監視淋巴管道及過濾淋巴液，清除異物或參與免疫反應。

### 淋巴結的結構
可分成皮質和髓質
1.外層的皮質含有淋巴球聚集排列成團的淋巴濾泡，其中央部位為製造淋巴球的地方，稱為生發中心（germinal center）2.內層的髓質淋巴呈索狀排列，稱為髓索（medullary cord），其間可見到巨噬細胞和漿細胞。可過濾從周邊到胸管的淋巴液，當淋巴液從淋巴結過濾，特殊的抗原會被吞噬性的細胞和樹突狀細胞所構成的細胞網捕獲。淋巴结之實質構造可區分成三個同心圓區：1.皮質區（B細胞區）2.副皮質區（T細胞區）3.中央髓質區（T細胞及B細胞與漿細胞聚集）
皮質區（cortex）位於淋巴結的外層
此區含有淋巴球（大部分為B細胞）、巨噬細胞和濾泡樹突狀細胞排列成初級濾泡。經抗原刺激後會轉變成較大的次級濾泡，每一個濾泡皆含有一個生發中心。
副皮質區（paracortex）
在皮質的下方，大部分為T淋巴球，也有從組織移至淋巴結的樹突狀細胞。樹突狀細胞表現大量的主要組織相容性複合體第二類，其功能是將抗原呈現給T細胞。
髓質區（medulla）
- 為淋巴結最內層，大多是正在分泌抗體的漿細胞。當抗原被帶到淋巴結時，抗原會被捕捉處理，然後和副皮質區中樹突狀細胞上的結合，並呈現出來活化TH細胞。

### 淋巴結的功能
活化淋巴球、製造抗體
其內的網狀纖維亦可捕捉經由淋巴液運來的外來抗原，然後再經巨噬細胞將其吞噬分解。1.淋巴結內T細胞居多，約佔70-75%。2.B細胞約佔25-30%。3.充滿巨噬細胞和網狀組織。4.巨噬細胞與樹突狀細胞會捕捉隨淋巴液進入淋巴結的抗原，經處理再呈現給T細胞。5.當T與B細胞接受抗原刺激後，便開始進行分化：
T細胞活化成作用的淋巴細胞，可執行細胞介導免疫應答。
B細胞分化為漿細胞，分泌大量抗體，以執行體液性免疫應答。

## 胸腺
位於胸腔上縱隔腔內，胸骨後方，兩肺之間（圖3-2）。

### 胸腺的結構
胸腺外覆一層含血管、由緻密結締組織所構成的被膜。被膜的內表面和小葉間隔都被附於基底膜上的無數胸腺皮膜細胞所包圍。皮膜細胞在血管周圍形成鞘膜，使抗原無法進入皮膜骨架的空隙內，因而稱為血液胸腺障壁（blood - thymus barrier）。被膜有纖維伸入胸腺內部形成小樑（trabeculae），並將胸腺分成許多小葉（lobule）。小葉由皮質（cortex）與髓質（medulla）所構成。
- 胸腺皮質

位置在胸腺外層，含有大量淋巴球聚集，為淋巴球教育、增殖之處。於幹細胞（stem cell）進入胸腺的皮層後，便開始進行快速反覆的分裂.。只有數百分之一的T淋巴球能成熟且產生作用。成熟的T細胞轉移到胸腺髓質繼續分化，並不分裂。T細胞，可表現TCR接受器，以對外來抗原作出反應辨識主要組織相容性複合體（MHC）表面抗原。成熟後的T細胞可作為胸腺依賴型細胞（thymus-dependent cell）。出了胸腺後便進入周邊淋巴組織中循環。T細胞的生命週期為數週至數年，甚至可能活十數年，平均約為2-4年。
- 胸腺髓質

位於胸腺內層，髓質中央有所謂的Hassall氏小體（Hassall's corpuscle）是退化的上皮細胞所構成。成熟的胸腺細胞分佈於此處。雖然胸腺被視為一個特化的T細胞器官，但有時也會出現少量成熟的B細胞、B細胞的生發中心，甚至會出現更少見的漿細胞。這種現象在小孩尤其常見，成人則較少見。

### 胸腺的功能
1. 胸腺教育：幫助T細胞的形成。T細胞的成熟是由皮質到髓質逐漸成熟，胸腺內T細胞在皮質被教育篩選出可辨識自我（self）或非自我抗原（nonself-Ag）的作用細胞。
2. 由骨髓來的T細胞在此發育成熟為具有免疫功能的T細胞，包括兩類T細胞：輔助性T細胞與毒殺性T細胞。
3. 成熟的天然T細胞（naïve T cell）可行單株增殖，供應循環中及周圍組織中的淋巴球。
4. 產生免疫耐受性（tolerance）。
5. 於幼兒時期參與造血功能。

### 胸腺的退化
在嬰兒出生後，胸腺會以超過其他臟器的速度生長，約一歲時其生長速度已達極限。故胸腺於兒童時期最發達，之後便逐漸停止生長。
青春期之後，胸腺開始逐漸萎縮，皮質和髓質細胞都明顯減少，且大部分的胸腺組織會被脂肪組織與結締組織所取代。
嬰兒時期胸腺約重70克，到了老年時僅剩下約3克重。
胸腺在嬰兒時期的作用很大，是個教育T細胞的組織。而胸腺退化的過程大約於一歲時開始，之後便以穩定的速度進行。
胸腺退化導致的淋巴球減少會造成皮膜骨架的塌陷，但是皮膜細胞仍會持續存在，並終生釋放胸腺激素。
胸腺退化的會造成：
1. 脂肪的侵入
2. 淋巴球數目的減少

## 骨髓
所有血球細胞均源自骨髓中的造血幹細胞（hematopoietic stem cell），再分化為不同系列的細胞，其分化和成熟過程需受到不同的細胞激素的刺激，稱為細胞群落刺激因子（colony stimulatory factor , CSF）。
人類與老鼠的身上，骨髓是B細胞最早發育的起始處。
骨髓的基質細胞（stromal cell）會分泌細胞激素直接與未成熟的B細胞作用，使B細胞成熟與增生。
IL-7自體反應活化的B細胞在骨髓中亦會被清除掉（是類似T細胞之篩選作用）。

## 脾臟
為身體最大的淋巴器官，位於腹腔左季肋區。有一個緻密、纖維彈性化的外囊，在脾門處特別厚，並延伸出許多小樑，它們可將較大的血管傳送到整個脾臟。某些哺乳動物的此類支持組織含有平滑肌，可產生規律的幫浦運，將脾臟中的血液打出來，所以可作為血液的儲存處。人類則只含有少量的平滑肌。故劇烈運動會使平滑肌收縮而造成我們覺得左季肋區有疼痛感。

### 脾臟的結構
- 紅髓

由網狀纖維所支持的高度血管化組織，由充滿血液的靜脈竇及脾索（splenic cord）所構成。脾索中則含有紅血球、顆粒性白血球、淋巴球、漿細胞和巨噬細胞等各種血球。巨噬細胞負責吞噬大量被破壞的紅血球和血小板;此處亦為老化或有缺陷的紅血球被破壞和移除的地方。
- 濾泡旁區

紅髓外圍受白髓的B淋巴球濾泡所圍繞處，稱為濾泡旁區：
與紅髓的主要構造不同之處為缺乏靜脈竇;內含大量的紅血球和白血球以及稀少的網狀物。濾泡旁區的功能尚不明，其緩慢的血流流速可能與加強白血球和抗體與抗原間的交互作用有關。1.脾臟的功能：淋巴器官，活化B細胞，以產生抗體。2.血液循環的過濾器：有過濾血液、破壞老化的血球和儲存血液等作用3.胚胎時期還有造血的功能4.靜脈竇儲存大量血液，當身體急需時，可受到交感神經興奮影響，使脾臟外囊平滑肌收縮，便可將血液打出去。5.可吞噬細菌
- 黏膜相關淋巴組織

呼吸道、消化道或生殖泌尿道的黏膜層為許多致病原侵入的部位，因此散佈著許多淋巴組織來進行防禦
這些淋巴組織稱為黏膜相關淋巴組織，包括位於扁桃腺、小腸與闌尾等處的聚集淋巴結。
- 位於小腸和闌尾的聚集淋巴結稱為派尔斑（培氏斑）（Peyer's patches）
- 位在腸道的黏膜下層（submucosal area），又名為腸道相關淋巴組織（gut - associated lymphoid tissue , GALT）1.皮膚具有巨大的表面積，為身體的一道重要防線。2.皮膚的表皮層含有大的特化角質細胞，可分泌大量的細胞激素，而引起發炎反應。3.角質細胞亦可被誘導表現分子以作為抗原呈現細胞。4.蘭氏細胞（Langerhans' cell）是屬於樹突狀細胞的一種。
- 位於表皮層的上皮細胞間質，可利用胞噬方式將抗原吞噬後，從表皮移到淋巴結並分化成樹突狀細胞。
- 細胞表面表現大量的分子，可活化未成熟的TH細胞。

## 淋巴系統與免疫應答
- 第一道防禦（先天性免疫）

1. 完整健康的皮膚及其所分佈的汗腺和皮脂腺，可保護身體不被外在的微生物侵犯及感染。
2. 呼吸道一直到泌尿道及消化道的出口都覆蓋著黏膜組織來保護人體，這些黏膜組織的細胞與細胞之間排列十分緊密，使微生物無法侵入。

- 第二道防禦

如入侵的微生物超越了第一道防禦系統，體內吞噬性的細胞如單核球或巨噬細胞，會把入侵物吞噬，並與溶小體共同將之摧毀。若靠單核球或巨噬細胞仍無法將其消滅時，所以巨噬細胞會將抗原呈現給TH細胞，然後活化的TH細胞就會分泌細胞激素幫助B細胞產生抗體，抗體除了具專一性與抗原作用外，亦可活化補體而共同將入侵的抗原消滅。
- 第三道防禦（後天性免疫）

B細胞與T細胞所引發的免疫反應，是專一性防禦作用。在免疫学上亦称特异性免疫，可分為細胞媒介免疫及體液性免疫反應兩大類。

## 外部連結
- Lymphatic System
- Lymphatic System Overview （页面存档备份，存于）（innerbody.com）